# Borolia fasciata
Borolia fasciata är en fjärilsart som beskrevs av Moore 1881. Borolia fasciata ingår i släktet Borolia och familjen nattflyn. Inga underarter finns listade i Catalogue of Life.